# Christian Hocquet
Pour les articles homonymes, voir Hocquet.
Christian Hocquet, né le 30 juin 1935 à Gosselies et mort le 9 mars 2014, est un peintre, graveur et illustrateur belge.

## Biographie
Christian Hocquet naît le 30 juin 1935 à Gosselies,.
Il reçoit le Grand Prix de Peinture et des Arts Plastiques de Wallonie en 1981.
Il est peintre, dessinateur, aquarelliste, graveur de visages, d'attitudes féminines, de couples, de paysages et de marines. Il peint des scènes opulentes et spontanées de la vie quotidienne et de sa région.
En juin 2009 il expose dans les quatre salles du Landoir à Floreffe.
Il meurt le 9 mars 2014 à Gosselies.